# Gentiana nipponica
Espèce
Gentiana nipponica est une espèce de plantes de la famille des Gentianacées présente en Asie du Nord-Est.